# أفعاوات
الأفعاوات (الاسم العلمي: Viperinae) هي أسرة من الزواحف تتبع الفصيلة الأفعويات من رتبة الحرشفيات.

## أجناس الأفعاوات
- الحنفش
- القرناء
- الحارية